# Cindy Duehring
Cindy Duehring (10 août 1962 – 29 juin 1999) est une militante et chercheuse américaine.

## Biographie
Duehring est la fille de Donald et Jan Froeschle. En 1985 alors qu'elle étudie en pre-medical (en) à Seattle, Cindy est gravement empoisonnée lors d'une mauvaise application de pesticides dans son appartement. À la suite de cette contamination ou intoxication par un insecticide (contre les puces) elle contracte une maladie auto-immune.
Elle a dirigé et fondé l'Environmental Access Research Network (EARN), qui fusionnera avec l'Environmental Access Research Network (CIIN) en 1994. Duehring a été récompensée par le Resourceful Woman Leadership Award en 1994 et par le Prix Nobel alternatif en 1997